# 讷恩基什莱萨尔格米讷
讷恩基什-莱萨尔格米讷（法語：Neunkirch-lès-Sarreguemines，法語發音：[nœnkiʁʃ lɛ saʁɡmin]，意为“萨尔格米讷附近的讷恩基什”；洛林法兰克语：Niinkirch），常简称作讷恩基什（Neunkirch），是法国摩泽尔省的一个旧市镇。1964年，讷恩基什-莱萨尔格米讷与市镇韦尔弗丹并入市镇萨尔格米讷。

## 地理
讷恩基什-莱萨尔格米讷（49°5'43.52"N, 7°6'32.11"E）面积8.31 平方千米，位于法国大東部大區摩泽尔省，该省份为法国东北部内陆省份，是洛林的一部分，西南接默尔特-摩泽尔省，东临下莱茵省，北与卢森堡和德国接壤。
讷恩基什-莱萨尔格米讷的时区为UTC+01:00、UTC+02:00（夏令时）。

## 行政
讷恩基什-莱萨尔格米讷的邮政编码为57200，INSEE市镇编码为57503。

## 人口
讷恩基什-莱萨尔格米讷于1962年时的人口数量为3601人。